# Gefecht bei Wollerau (1445)
Etzel · Pfäffikon · Grüningen I · Freienbach · Blickensdorf · Hirzel · Bremgarten · Regensberg · Grüningen II · St. Jakob an der Sihl · Greifensee · St. Jakob an der Birs · Erlenbach I · Koblach · Sargans · Wil · Kirchberg · Wolfhalden · Obertoggenburg · Wigoltingen · Erlenbach II · Männedorf · Wollerau · Ragaz
Das Gefecht bei Wollerau wurde am 16. Dezember 1445 im Verlaufe des Alten Zürichkriegs im Gebiet der Höfe (Schweiz) geschlagen.
Die Gegner waren auf der einen Seite Truppen der eidgenössischen Orte Schwyz und Zug und auf der anderen Seite Truppen der Reichsstadt Zürich und des deutschen Königs Friedrich III. von Habsburg. Das Gefecht war die letzte grössere militärische Begegnung im Raum Zürichsee während dieses Krieges.

## Vorgeschichte
In den Jahren 1444 und 1445 fanden viele Kämpfe um die Vorherrschaft auf dem Zürichsee statt. Diese wurden begleitet von Plünderungszügen beider Seiten an den Seeufern. Das Herrschaftsgebiet der Stadt Zürich war 1445 weitgehend von den Eidgenossen besetzt, mit Ausnahme des letzten festen Platzes Rapperswil neben der Stadt Zürich selbst. Nachdem 1443 Regensberg und Grüningen und 1444 auch Greifensee gefallen waren, konzentrierte sich die Kriegsführung der Eidgenossen in diesem Raum auf die Stadt Rapperswil, die insgesamt dreimal belagert wurde. Die dritte und letzte Belagerung Rapperswils wurde als Ergebnis der Seeschlacht bei Männedorf im November 1445 aufgehoben, doch war die schwyzerische Flotte nicht vollends vernichtet.
Der Fehdeunternehmer Hans von Rechberg, der in dieser Phase des Krieges die treibende Kraft hinter den zürcherisch-österreichischen Unternehmungen war, wollte einen Angriff gegen Schwyz im Gebiet der Höfe durchführen, welche Zürich bereits im Dezember 1440 im Kilchberger Frieden an Schwyz abtreten musste. Das Ziel dieser neuen Expedition war die Rückeroberung von Pfäffikon und die vollständige Vernichtung der schwyzerischen Flotte; «umb da lüt und guot umzuokeren und ze wüsten».
Rechberg plante einen kombinierten Angriff von drei Seiten. Am linken Seeufer sollte das Hauptkontingent, bestehend aus Stadtzürchern und Mannschaften aus dem Schwarzwald, unter seiner Führung den See hinauf marschieren und durch eine amphibische Operation bei Au verstärkt werden, um danach vom Westen her Pfäffikon anzugreifen. Am rechten Seeufer sollte ein Kontingent aus Rapperswil bei Hurden anlanden und der Besatzung von Pfäffikon von Osten her in die Flanke fallen. Der dritte Angriff sollte durch die Zürcher Flotte gegen Pfäffikon über den See erfolgen.

## Verlauf
Die Zürcher brachen in der Nacht vom 15. auf den 16. Dezember 1445 auf. Das Hauptkontingent des Rechbergers mit Reiterei und Fussvolk gelangte über Wädenswil, wo es verstärkt wurde, unbemerkt und ohne Zwischenfälle in die Gegend oberhalb Wolleraus. Die Besatzungen der beiden Kriegsflösse der Zürcher legten jedoch aufgrund der extremen Winterkälte in Meilen einen nicht geplanten Zwischenhalt ein, um sich aufzuwärmen. Nichtsdestotrotz erschien die Flottille noch vor Tagesanbruch vor Pfäffikon, wo sie im hellen Mondschein von der etwa 200 Mann starken Besatzung von Pfäffikon bemerkt wurde. Die Pfäffiker Besatzung machte sich zunächst bereit, den Angriff gegen die Schwyzer Schiffe abzuwehren.
Als Rechbergs Truppen allerdings zwei Stunden vor Tagesanbruch einige Häuser am Ortsrand von Wollerau und die Sihlbrücke in Schindellegi in Brand steckten, wurde auch der Landangriff von Westen her vom schwyzerischen Hauptmann in Pfäffikon bemerkt. Er reagierte darauf mit Sturmläuten und einer sofortigen Verlegung eines Teils seiner Truppen unter seiner Führung nach Wollerau, um die dortige Besatzung zu verstärken. Den anderen Truppenteil liess er in Pfäffikon zurück, um die Anlandung zu verhindern und den aufgebotenen Landsturm zu sammeln. Nachdem er die Wollerauer Besatzung in der Mitte des Dorfes erreichte, ordnete er eine Aufklärung durch drei Mann an, um die Feindstärke zu sondieren. Diese stiessen sehr bald auf die Vorhut Rechbergs, worauf die Schwyzer sofort angriffen. Der wuchtige und für die Zürcher Vorhut unerwartete Angriff führte dazu, dass diese sich überrumpelt und mit beträchtlichen Verlusten zu Rechbergs Hauptkontingent oberhalb von Wollerau zurückzog.
Währenddessen war der Tag angebrochen. Als die Zürcher bemerkten, wie klein der Verteidigungstrupp in Wollerau war, liess Rechberg sein Heer auf das Dorf marschieren, worauf der Schwyzer Trupp zurückweichen musste und sich in einiger Entfernung am Berghang neu formierte, was zunächst weitere Feindseligkeiten verhinderte. Die Zürcher luden die Verwundeten in Wollerau auf Schlitten – ihre bislang 78 Gefallenen wurden nackt durch den Schnee gezogen – und transportierten sie nach Grützen (heutige Gemeinde Freienbach), wo sie anhielten; einerseits, um die Toten auf Schiffe zu verladen und nach Meilen zu transportieren, und andererseits, um die ihnen inzwischen nachsetzenden Schwyzer abzuwehren. Wahrscheinlich war hier auch die Vereinigung mit dem Rapperswiler Kontingent geplant.
Dieses war unterdessen in Hurden angelandet und sammelte sich dort, doch gelang es den Rapperswilern nicht, sich mit Rechbergs Hauptmacht zu vereinigen, da die Besatzung von Pfäffikon in der Zwischenzeit signifikante Verstärkungen durch Mannschaften aus Schwyz und der March sowie 50 Mann aus Zug erhielt.
Die Zürcher Flotte näherte sich dem Ufer bei Pfäffikon und begann mit einem heftigen Beschuss, der die dortigen Gegner zum Rückzug hinter die Häuser zwang. Durch das frei liegende Ufer gelang es der Schiffsbesatzung, das in Pfäffikon liegende Floss «Bär» loszubinden und wegzuführen. Dieses hatte für die Zürcher und Rapperswiler einige militärische wie auch symbolische Bedeutung, da dieses grösste amphibische Fahrzeug längere Zeit den See dominiert und einigen Schaden angerichtet hatte. Ausserdem war in dem Floss diejenige grosse Büchse unten eingezimmert, die bei der Eroberung des Sarganserlandes am 25. Oktober 1440 in Walenstadt verloren ging.
Als Hans von Rechberg den Rückzug der Flotte mitsamt dem «Bär» von Grützen aus sah, ordnete er den Rückzug zunächst nach Freienbach an. Dort wandte er die Taktik der verbrannten Erde an, indem er das Dorf anzünden liess, um den Gegner aufzuhalten und den Rückzug seiner Truppen nach Zürich sicherzustellen. Auch das Rapperswiler Kontingent zog sich auf seine beiden Schiffe zurück. Die Schwyzer setzten dennoch zu einer Verfolgung von Rechbergs Truppen an, die dann im Raum Horgen allerdings abgebrochen wurde, da der Feind nicht mehr erreicht werden konnte.

## Verluste
Die Gesamtverluste auf Zürcher Seite beliefen sich auf insgesamt 180 Mann. Die während des Gefechts über den See weggeführten 78 Toten aus Wollerau wurden auf dem Friedhof in Meilen beerdigt.
Am 20. Dezember, vier Tage nach dem Gefecht, fuhren etwa 100 Frauen in Trauerkleidung aus der Stadt Zürich in zwei Schiffen den See hinauf, um die Schwyzer um die Bergung der weiteren 102 gefallenen Zürcher zu ersuchen, die inzwischen völlig ausgeplündert und zumeist entkleidet noch in Freienbach lagen. Die Schwyzer Hauptleute stimmten dem zu und erlaubten der Bevölkerung von Freienbach, sich für den damals üblichen Totengräbertarif von 5 Schilling an der Bergungsarbeit zu beteiligen.
Die prominentesten Gefallenen auf Zürcher Seite waren Pantaleon Hagnauer (Zürcher Bannerträger), Rudolf Schulthess underm Schopf (Zürcher Schultheiss), Paul Göldli (Ratsherr), Jakob Göldli (dessen Bruder), Hans Grebel (Ratsherr) und Johannes Störi. Weitere sechs Gefallene aus Küsnacht, Erlenbach und Herrliberg sind durch das Jahrzeitbuch der Pfarrei Küsnacht namentlich bekannt.
Von den Schwyzern sollen nur 15 Mann umgekommen sein.

## Heini Günthard
Der prominenteste Überlebende ist der Bannervorträger Heini Günthard (auch «Jacob Güntert»). Ihm gelang nach dem Tod des Bannerherrn Pantaleon Hagnauer unter dramatischen Umständen zumindest die Rettung des Zürcher Stadtbanners. Er wurde von der Zürcher Nachhut in Freienbach aufgefunden und auf das Schiff genommen, wo er das unversehrte Banner unter seinem Mantel hervorholte, bevor er wegen seiner Verletzungen in Ohnmacht sank.
Eben jenes Banner, das 1437 angefertigt wurde, musste in der Schlacht bei Kappel 1531 von Adam Näf aus Hausen am Albis noch einmal gerettet werden, ebenfalls nach dem Tod des Bannerherrn. Es hängt heute im Schweizerischen Landesmuseum Zürich.

## Folgen
Am 24. Dezember 1445 lief die gesamte Zürcher Flotte erneut aus, mit dem Ziel, noch die letzten verbleibenden Schwyzer Schiffe unschädlich zu machen, insbesondere die beiden grössten, den «Kiel» und die «Gans». Durch starken Beschuss der Häuser bei Pfäffikon und Altendorf zwangen sie die dortigen Mannschaften und Dorfbewohner zurückzuweichen. In Pfäffikon landeten sie an, um die Schiffe wegzuführen, doch waren diese offenbar zu stark angebunden und teilweise auf trockener Erde, so dass versucht wurde, sie mit Feuerpfeilen in Brand zu stecken. Als auch dies nicht gelang, gingen die Zürcher dazu über, die Schiffe zu zerhauen und alles leicht Brennbare zusammenzutragen und anzuzünden. Nachdem alle Schiffe völlig unbrauchbar gemacht worden waren, zog sich die Flotte nach Zürich zurück. Damit war die verbliebene Schwyzer Flotte zum Jahresende 1445 vollständig vernichtet.

## Bewertung
Für das Scheitern von Rechbergs eigentlich gutem Plan wurden in der Literatur zumeist zwei Fehler angeführt: Erstens die zu frühe Brandschatzung Rechbergs bei Schindellegi, die zu dem für Zürich ungünstigen ersten Nachtgefecht führte. Damit habe er das Überraschungsmoment aus der Hand gegeben, und die Besatzung von Pfäffikon sei dadurch zu früh alarmiert und letztlich auch rechtzeitig verstärkt worden. Ansonsten hätte die nur 200 Mann starke Pfäffiker Besatzung entsprechend dem ursprünglichen Plan von drei Seiten leicht überrascht und vertrieben werden können, was zu einer Vereinigung aller Zürcher Kontingente geführt hätte.
Zweitens der Zwischenstopp der Zürcher Flotte in Meilen; dieser habe den Angriff verzögert und zudem dazu geführt, dass der Angriff der Flotte und des Rapperswiler Kontingents nicht gleichzeitig erfolgten, so dass die Rapperswiler auf ein intaktes und bereits verstärktes Dorf trafen und aufgrund der Übermacht zurückweichen mussten.
Als Teilerfolg für die Zürcher lässt sich vor allem die Wegführung des Flosses «Bär» werten, was zumindest im Hinblick auf die Verluste allerdings fragwürdig erscheint. Hans Fründ dazu: «So mussten die Zürcher für das Dorf Freienbach und den geraubten Floss ein schweres Pfand zurücklassen.» Hans von Rechberg wurde auch einige Kaltblütigkeit attestiert, da es ihm gelang, im Raum Freienbach während des Kampfes Gefallene wegzuführen und den Rest seiner Truppen vor der Vernichtung zu bewahren.